# دون كليج
دون كليج (بالإنجليزية: Don Clegg)‏ (2 يونيو 1921 في المملكة المتحدة - 2005) هو لاعب كرة قدم بريطاني (وحمل سابقاً جنسية المملكة المتحدة لبريطانيا العظمى وأيرلندا) في مركز حراسة المرمى. لعب مع ستوك سيتي ونادي بوري وهدرسفيلد تاون ويوفل تاون.